# Frédéric Caudron
Frédéric Caudron (La Bouverie, 27 januari 1968) is een Belgisch carambolebiljartspeler.

## Levensloop
Caudron wordt beschouwd als een van de beste spelers ter wereld. Hij werd in 1999, 2013 en 2017 wereldkampioen driebanden, respectievelijk in Bogota, Antwerpen en Santa Cruz. Dankzij de overwinning in 2017 werd hij nummer 1 op de wereldranglijst van het driebanden.
Daarnaast behaalde hij wereldtitels in het kader 71/2 in 1991 en 2000 en in het kader 47/2 in 2003. Hij werd 6x Europees kampioen bandstoten: in 1990, 1991, 1993, in 2008 (april), in 2008 (november) en in 2011. Hij is dus een veelzijdig carambolebiljarter die alle disciplines uitstekend beheerst.
Caudron presteerde zeer goed in de Sang Lee International door dat lucratieve toernooi in 2006 en 2007 te winnen. In 2008 eindigde hij op de tweede plaats door een nederlaag in de finale tegen Roland Forthomme. Het Driebanden kersttoernooi van Zundert, dat als interland wordt gezien tussen België en Nederland, heeft Caudron zeven keer gewonnen.
Caudron heeft veel internationale titels behaald en records gebroken in de verschillende disciplines. De biljartsport heeft hem dan ook de bijnaam L'extra-terrestrial (De Buitenaardse) opgeleverd. 
Qua Belgische titels heeft Caudron reeds meer titels dan die andere biljartgrootheid Raymond Ceulemans en als hij voortgaat in dit tempo zal hij de eerste en wellicht enige speler zijn die de kaap van 100 nationale titels zal behalen. Op Europees en wereldvlak zal hij Ceulemans nooit kunnen inhalen, omdat er weinig of geen Europese kampioenschappen of wereldkampioenschappen meer worden georganiseerd in de klassieke disciplines.
Hij is de uitvinder van de zogenaamde Caudron-stoot.    
Hij won in zijn carrière ook 21 tornooien van de Wereldbeker Driebanden, en werd er 4x eindwinnaar.     
Momenteel is hij actief op de Koreaanse PBA Tour.    